# Prikballon
Prikballon was een Vlaams televisieprogramma voor kleuters dat gepresenteerd werd door Francis Verdoodt en van 25 oktober 1985 tot 11 juni 1989 en van 6 september 1990 tot 23 mei 1995 uitgezonden werd op de BRT. Het programma werd bedacht en geregisseerd door Mil Lenssens.

## Rubrieken
- Het schilderij "De kinderspelen van bruegel". In iedere aflevering kwam één van de spelen uit het schilderij aan bod.
- Het speelgoedmuseum van Mechelen waarbij een object uit het museum werd belicht.
- Pimpa, gespeeld door Luk Wyns